# Новые Мураты
Но́вые Мура́ты (чув. Ҫӗнӗ Мӑрат) — деревня Комсомольском районе Чувашской Республики. Входит в состав Тугаевского сельского поселения. 

## География
Находится в юго-восточной части Чувашии, на расстоянии приблизительно 15 км на запад-юго-запад по прямой от районного центра села Комсомольское. По территории протекает река Малая Кубня - приток Кубни.

## История
Известна с 1723 года, когда здесь было 14 дворов. В 1795 году был учтен 41 двор и 225 жителей, в 1869—376 жителей, в 1897 — 90 дворов, 546 жителей, в 1926—170 дворов, 809 жителей, в 1939—955 жителей, в 1979—1127. В 2002 году было 257 дворов, в 2010—239 домохозяйств. В ней располагалось волостное управление Муратовской волости Буинского уезда. В 1931 году был образован колхоз «Мурат», а с 2010 года действует СХПК «Заря».

## Население
Постоянное население составляло 767 человек (чуваши 98 %) в 2002 году, 707 в 2010.